# Сузана Петричевић
Сузана Петричевић (Шибеник, 16. фебруар 1959) југословенска и српска је филмска, позоришна глумица и певачица.

## Биографија
Дипломирала је глуму на Факултету драмских уметности, у класи професора Миње Дедића, заједно са Соњом Савић, Жарком Лаушевићем, Зораном Цвијановићем, Бранимиром Брстином, Булетом Гонцићем. Њену класу на студијама су звали Класа високог ризика. Технику гласа усавршавала у средњој музичкој школи „Коста Манојловић” на одсеку за соло певање. Чланица Народног позоришта у Београду је од 1982. године. Снимила је два музичка албума са групом "Бел Темпо" а најпознатије песме су јој Дођи ми главе, Улични корак и Модести блејз.
Добитница је многобројних награда и признања.

## Улоге
| Година | Назив                               | Улога           |
| ------ | ----------------------------------- | --------------- |
| 1982.  | 13. јул                             | Верица          |
| 1986.  | Протестни албум                     | aранжер Персида |
| 1987.  | Преполовљени                        | Бранка          |
| 1988.  | Da Capo                             | Марија          |
| 1989.  | Бој на Косову                       | Анђа            |
| 2007.  | С. О. С. - Спасите наше душе        | Нивес           |
| 2008.  | Абсурдистан                         | Жена            |
| 2009.  | Село гори... и тако                 | Цвета           |
| 2010.  | Село гори. а баба се чешља (серија) | Цвета           |
| 2011.  | Нова година у Петловцу              | Цветанка        |
| 2012.  | Најлепша је земља моја              | Вера            |

| Представа                    | Улога         | Позориште                    |
| ---------------------------- | ------------- | ---------------------------- |
| Кабаре код Б. Брехта         | Нана          | Народно позориште у Београду |
| Кртичњак                     | Весна         | Народно позориште у Београду |
| Коштана                      | Коштана       | Народно позориште у Београду |
| Жене у народној скупштини    | Млађана       | Народно позориште у Београду |
| Еринија                      | Еринија       | Народно позориште у Београду |
| Вечити младожења             | Бела циганка  | Народно позориште у Београду |
| Вештице из Салема            | Ана Патнем    | Народно позориште у Београду |
| После милион година          | Светлана      | Народно позориште у Београду |
| Последња битка               | Јефимија      | Народно позориште у Београду |
| Тројанке                     | Касандра      | Народно позориште у Београду |
| Сузе су О.К                  | Нађа          | Народно позориште у Београду |
| Путујуће позориште Шопаловић | Гина          | Народно позориште у Београду |
| Фауст                        | Господ        | Народно позориште у Београду |
| Коштана                      | Салче         | Народно позориште у Београду |
| Мајка храброст и њена деца   | Сељакова жена | Народно позориште у Београду |
| Бел темпо                    | Гошћа         | Атеље 212                    |
| Оптужени Пера Тодоровић      | Адвокат       | Атеље 212                    |
| Чапља                        | Ањушка        | Атеље 212                    |
| Стара продавница реткости    | Ани           | Позориште Бошко Буха         |
| Хамлет у Мрдуши Доњој        | Анђелија      | Звездара театар              |
| Блаженство                   | Нинићка       | Позориште "Душко Радовић"    |
| Венецијанке                  | Нена          | Позориште Двориште           |
| Будите Lady за један дан     | Bilie H.      | Битеф театар                 |
| Диван дан                    | Зорица        | Фави театар                  |
| Последња шанса               | Гоцили        | Академија 28                 |
| Пластика                     | Госпођа       | Академија 28                 |

## Дискографија
| Година | Назив     | Издавач |
| ------ | --------- | ------- |
| 1987.  | Бел темпо | ПГП-РТБ |
| 1992.  | Скромност | ПГП-РТБ |